# Hayle
Hayle (korn. Heyl) – port i miasto w Anglii w Kornwalii. Położone jest ok. 10 km na południe od St Ives, nad Morzem Celtyckim, w estuarium rzeki Hayle nad zatoką St Ives Bay. Wraz z sąsiednim Lelant jest centrum wypoczynku letniego.

## Historia
Miasto pełniło funkcję portu już w czasach rzymskich z uwagi na bezpieczne dla statków estuarium. Pierwsza wzmianka o miejscowości w tym miejscu pochodzi z r. 1130. W XVIII i XIX w. Hayle było portem dla wywozu wydobywanej w pobliżu cyny.